# Norwich (Ohio)
Pour les articles homonymes, voir Norwich (homonymie).
Norwich est un village américain situé dans le comté de Muskingum, dans l’Ohio. Selon le recensement de 2010, sa population est de 102 habitants.